# Abbas al-Fasi
Abbas al-Fasi, arab. ‏عباس الفاسي‎ (ur. 18 września 1940 w Berkane) – marokański polityk i dyplomata, premier Maroka od 19 września 2007 do 29 listopada 2011. Lider Partii Niepodległości.

## Kariera polityczna
Al-Fasi w 1963 został absolwentem prawa na Uniwersytecie Mohammeda V w Rabacie. W czasie studiów, w  1961 stanął na czele Związku Marokańskich Studentów.
W 1974 wszedł w skład komitetu wykonawczego Partii Niepodległości. W 1984 został po raz pierwszy deputowanym do parlamentu. W latach 1977–1981 zajmował stanowisko ministra mieszkalnictwa, a następnie od 1981 do 1985 ministra rzemiosła i spraw społecznych.
1 października 1985 został mianowany ambasadorem w Tunezji i reprezentantem Maroka przy Lidze Państw Arabskich. Od stycznia do lipca 1990 reprezentował Maroko w sekretariacie Unii Arabskiego Maghrebu. W latach 1990–1994 był ambasadorem w Paryżu.
W lutym 1998 został liderem Partii Niepodległości, zajmując stanowisko jej sekretarza generalnego.
6 września 2000 objął stanowisko ministra zatrudnienia i rozwoju społecznego. Od 2002 do września 2007 był ministrem stanu (stanowisko pośrednie między premierem a ministrem) w gabinecie premiera Drissa Jettou.

## Premier 2007–2011
W wyborach parlamentarnych 7 września 2007 Partia Niepodległości odniosła zwycięstwo, zdobywając 52 mandaty, najwięcej ze wszystkich ugrupowań. 19 września 2007 król Mohamed VI, po uprzednich rozmowach z liderami największych 6 partii politycznych, mianował al-Fasiego nowym szefem rządu.
17 kwietnia 2010 premier Abbas al-Fasi przyleciał do Krakowa na uroczystości pogrzebowe prezydenta Lecha Kaczyńskiego, pomimo zamkniętej przestrzeni lotniczej nad większą częścią Europy, co zostało spowodowane erupcją wulkanu Eyjafjallajökull. Jego lot odbył się zgodnie z zasadami VFR, na wysokości poniżej 6000 m.
W wyborach parlamentarnych 25 listopada 2011 Partia Niepodległości zajęła drugie miejsce, zdobywając 60 mandatów. 29 listopada 2011 stanowisko szefa rządu objął lider zwycięskiej Partii Sprawiedliwości i Rozwoju, Abdelilah Benkirane.

## Odznaczenia
- Klasa Specjalna Orderu Tronu (2014)[7]